# Enchytraeus albidus
Enchytraeus albidus is een ringworm uit de familie van de Enchytraeidae. De wetenschappelijke naam van de soort is voor het eerst geldig gepubliceerd in 1837 door Friedrich Gustav Jakob Henle.
Deze soort is bekend als de witte potworm en wordt gekweekt als voeding voor vissen. Ze komt over de hele wereld voor en leeft in uiteenlopende habitats, zowel terrestrisch als marien. Ze wordt vooral aangetroffen in ontbindend organisch materiaal zoals compost of zeewier.
Volwassen dieren zijn een paar centimeter lang. De levenscyclus is kort; bij 18°C zijn dieren volwassen na 33 dagen. Bij lagere temperaturen is deze periode langer.

## Gebruik in ecotoxicologische testen
Een door de OESO en de Europese Unie goedgekeurde gestandaardiseerde testmethode voor de bepaling van de ecotoxiciteit van chemische stoffen is de Voortplantingstest met Enchytraeidae, waarbij E. albidus de aanbevolen soort is.
In deze test worden volwassen wormen in een kunstmatige bodem gedurende een bepaalde tijd blootgesteld aan verschillende concentraties van de teststof (plus een controlegroep in niet-verontreinigde bodem). In de test wordt de mortaliteit gemeten na twee weken blootstelling, en de vruchtbaarheid (het aantal nakomelingen van een moederdier) na zes weken. Uit de testresultaten kan men een No Observed Effect Concentration (NOEC) en/of effectconcentraties [ECx-waarden (bv. EC10, EC50)] afleiden.